# Mario Agustín Gaspar
Mario Agustín Gaspar es un artesano mexicano conocido por su trabajo en maque, una laca prehispánica, y sus esculturas de pasta de caña. Él trabaja junto a un lago en la ciudad de Pátzcuaro, Michoacán acompañado de su esposa Beatriz Ortega, que es artesana por cuenta propia. El trabajo de Gaspar puede ser encontrado en colecciones dentro y fuera de México, incluyendo la Ciudad del Vaticano. Ha conseguido diversos reconocimientos a través de su carrera.

## Vida
Gaspar creció en la comunidad de Pátzcuaro, Michoacán. Asistió a la escuela primaria Ricardo Flores Magón y a la Escuela Secundaria Federal Lázaro Cárdenas. Aprendió las técnicas de laca maque a la edad de once años, con el profesor y maestro artesano Francisco Reyes, pasando el tiempo en la casa de su maestro mientras le ayudaba. Primero aprendió a hacer la laca prehispánica, la cual está hecha con una mezcla de aceite de chía e insectos. Posteriormente, trabajando como estudiante de Pedro Fabián y Salvador Solchaga, redescubrió las técnicas para el incrustado de oro en piezas barnizadas. Su madre, una profesora, quería que estudiara una profesión pero él se negó. Sus tres hermanas se convirtieron en maestras.
Gaspar aún vive en Pátzcuaro junto a su esposa Beatriz en Erongarícuaro. Ambos han enseñado las técnicas a sus cuatro hijos, pero prefieren que estos se dediquen a una vocación diferente (como artesanos, la paga es poca).

## Carrera

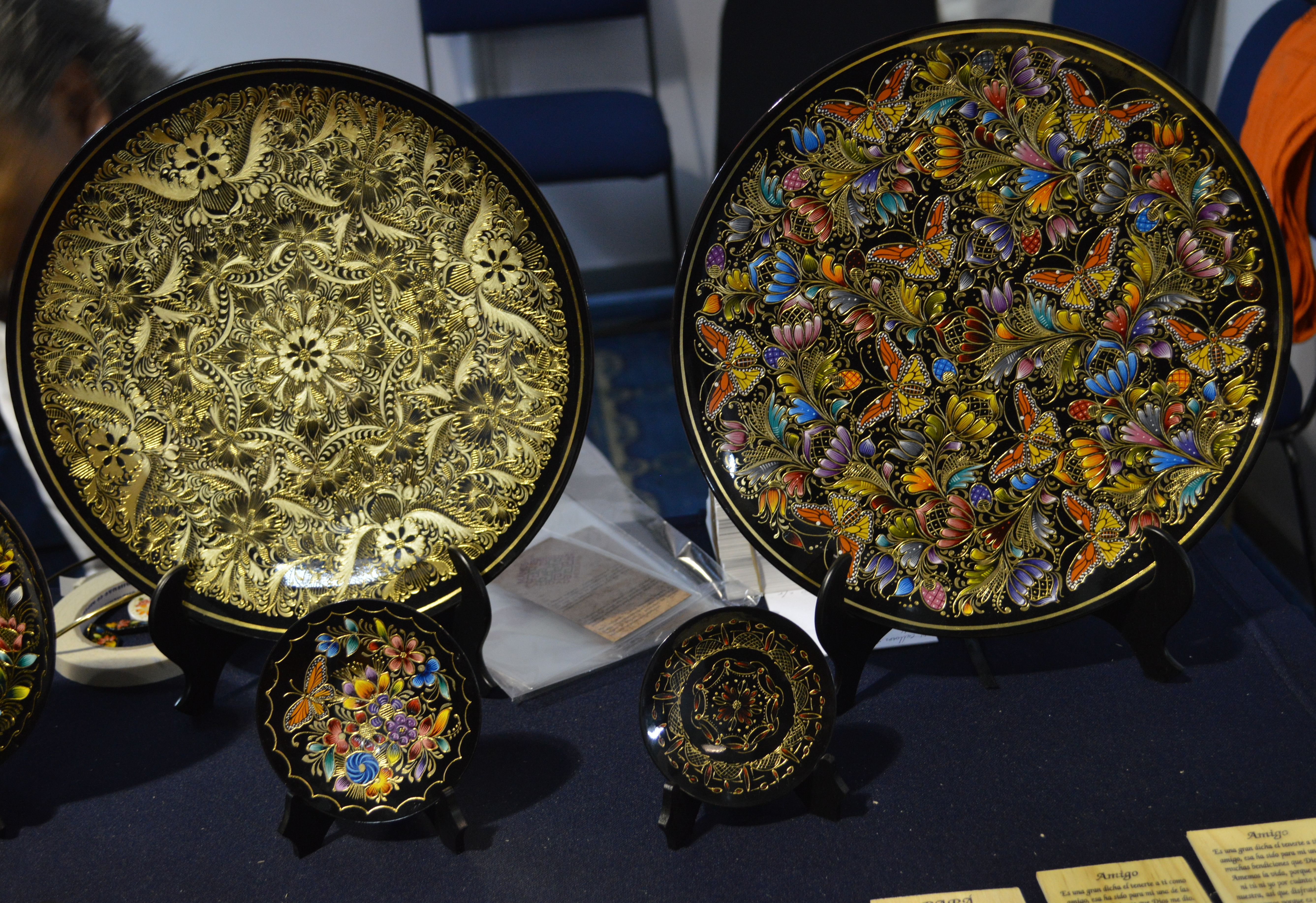
Piezas del taller del artesano en la Ciudad de México

### Trabajo como lacador
Gaspar tiene su propio taller en la ciudad y trabaja con su esposa. Para su trabajo como lacadora de maque, ella crea pigmentos naturales, establece que la naturaleza de su trabajo requiere un ambiente familiar. El maque es una técnica de barnizado prehispánico que Gaspar prefiere realizarla, en lugar de técnicas más modernas, en su taller. Beatriz dibuja sus diseños de memoria, la mayoría son tradicionales pero algunos son creaciones propias.
Los trabajos de maque de Gaspar comienzan con piezas de madera trabajada por otros artesanos, usualmente de Alnus jorullensis o Tilia mexicana ambos son bajos en resinas y absorben el maque mejor. Antes de que el proceso comience, la pieza es puesta a secar a través de luz y sombra, logrando que las piezas no se tuerzan o rompan. Después son tratadas con arena y reparadas con yeso. La laca y el decorado son procesos intrincados y requieren paciencia. El maque es una laca hecha de semillas de chía, ramas trituradas e insectos de diversas partes de México. En Michoacán viene de la región de Tierra Caliente. Gaspar insiste en el uso del aceite de chía, sin embargo otros artesanos han optado por el uso de linaza. Él menciona que el acabado no es de la misma calidad además de que no es resistente contra el agua.
El colorado de fondo y el lacarado es aplicado primero, siendo el más tradicional el «charanda» o rojo oscuro, el cual usa pigmentos naturales. Otros colores más claros pueden ser usados. Este paso es el que lleva más tiempo; semanas o en algunos casos meses para garantizar la aplicación correcta y el tallado del color en la madera, cuidando las áreas pequeñas. Después de que es aplicado el color de fondo, comienza la decoración, usualmente se realiza con un lápiz o alguna herramienta de aguafuerte. El contraste de colores es aplicado con diferentes lacas, secando y puliendo cada color antes de comenzar el siguiente. Si la pieza tiene una incrustación, se realizan muescas en la madera.
Como artesano prefiere el diseño tradicional para sus piezas pero también hace trabajos personalizados por pedido. La mayoría de sus trabajos de laca son recipientes, platos hondos llamados «bateas» y otros objetos relativamente planos. Las piezas más grandes pueden llevar hasta tres años para completarse y costar hasta 50 000 pesos.

### Pasta de caña
Gaspar y su esposa también son conocidos por su trabajo en pasta de caña, técnica usada para la creación de esculturas y figuras con base en una pasta del corazón de la caña del maíz molido con tatzingueni, un engrudo que se extrae de un tipo especial de orquídea, barnizados luego con una mezcla de aceite de chía e insectos llamada «laca prehispánica». Esta artesanía fue usada originalmente para crear figuras de dioses prehispánicos y en la época colonial, fue adaptada para la creación de imágenes cristianas debido a su ligereza. Él trabajó en los años 2000 para revivir la artesanía en Pátzcuaro, y elaboró un gran número de figuras de Cristo así como de su nacimiento que fueron entregadas al Vaticano en 2012. Sin embargo, Gaspar prefiere el trabajo en maque al de pasta de caña, por lo que Ortiz realiza la mayor parte de este trabajo, en especial la preparación de la pasta. Las especies de orquídeas necesitadas ahora se encuentran bajo protección por lo que la pareja ha creado su invernadero para el cultivo propio con la ayuda de la Universidad Michoacana de San Nicolás de Hidalgo (UMSNH).

### Otras actividades
El trabajo de Gaspar como artesano le ha permitido trabajar en la conservación y promoción de esfuerzos para Pátzcuaro y sus artesanías tradicionales. En 1995, comenzó a trabajar con artesanos en Temalacatzingo y en el estado de Guerrero para recuperar la técnicas tradicionales de la elaboración de maque, y ha impartido diferentes cursos en varios aspectos de la artesanía y la producción de arte folclórico a través de la Unión de Artesanos de la Casa de los Once Patios en Pátzcuaro y posteriormente con la secretaria de economía del estado y UMSNH.
Ha fungido como el presidente de la Unión de Artesanos Decoradores Maestros Salvador Solchaga en diferentes ocasiones, así como presidente de la Unión de Artesanos de la Casa de los Once Patios. En 2007, fue el presidente del comité conmemorativo llamado «Pátzcuaro, Ciudad de Michoacán», y prestó servicio como artista asesor para Pátzcuaro Cultura, A.C. Se ha presentado en conferencias en México en la Universidad Tecnológica de México UNITEC (2003), un seminario acerca del arte folclórico mexicano y la propiedad intelectual en Universidad Nacional Autónoma de México (2012) y otros lugares.
Internacionalmente ha participado en diversos eventos. En 1996, representó a los artesanos mexicanos en una exhibición en Chicago. En 1998 participó en la primera cumbre Latinoamericana y Europea en Zaragoza. En 1997, ayudó a organizar la delegación de artesanos para el Foro de Bolívar en Guatemala. En 2006, formó parte de la delegación mexicana en el VII Encuentro de Promoción y Difusión del Patrimonio Inmaterial de Países Iberoamericanos en Venezuela.

### Reconocimientos
El trabajo de Gaspar puede ser encontrado en colecciones tanto en México como en otros países y ha adquirido reconocimientos por sus trabajos. El Fomento Cultural Banamex lo nombró como el «gran maestro» en 2001 y, en 2010, recibió el premio Vasco de Quiroga de la ciudad de Pátzcuaro. El municipio de Pátzcuaro lo reconoció junto con Ortega Ruiz por su trabajo hecho para el Vaticano.